# バルキー星人
バルキー星人（バルキーせいじん）は、特撮テレビドラマ『ウルトラマンタロウ』をはじめとする「ウルトラシリーズ」に登場する架空の宇宙人。別名は宇宙海人。
デザインは鈴木儀雄が担当しており、ウルトラマンレオのNGデザインを元として悪人顔に再デザインされたことでも知られる。

## 『ウルトラマンタロウ』に登場するバルキー星人
『ウルトラマンタロウ』第53話（最終回）「さらばタロウよ！ ウルトラの母よ！」に登場。
サメクジラを操り、地球の海を支配しようと目論む。額のタイマーランプから発射する光線と、手に持つ円形の宇宙槍が最大の武器。また、宇宙金属が埋め込まれた頭部による頭突きも強力で、ウルトラマンタロウの背後を取るほど動きも素早い。
後述のデザイン経緯からウルトラ戦士に似た赤い双眼を持つうえ、胸の中央にはやはりカラータイマーに似た青いランプを持つが、口元には歯のような意匠も覗いている。
タロウがサメクジラと戦っている最中に現れ、背後からタロウを羽交い絞めにしてサメクジラに倒させようとするが、ZATの攻撃に阻まれて失敗したうえにタロウにサメクジラを倒されたため、一度は逃亡する。しかし、父をサメクジラに殺害された悲しみに荒れていた白鳥健一少年に東光太郎が真の勇気を示そうと、ウルトラバッジをウルトラの母に返却した（タロウへの変身能力を放棄した）ことを確認した途端、等身大で再び出現して光太郎に襲いかかる。ZATガンで額を撃たれ、巨大化して光太郎を執拗に追い回した末、バルキービームによる爆発で火傷を負わせるが、彼の策で石油コンビナートへおびき出される。最後は、自らが蹴飛ばした石油タンクから噴出した石油を全身に浴びたところを光太郎にZATガンで点火され、瞬く間に燃え上がって爆死する。
- 声：鹿島信哉（ノンクレジット）[9][10]
- デザインは鈴木儀雄が担当しており、ウルトラマンレオのNGデザインを元として悪人顔に再デザインされた[出典 1][注釈 1]が、造形では黒目がない楕円形の目に改められた[13]。
- 劇中では単に「星人」と呼称されている。
- 爆死シーンにはスーツではなく人形が用いられている。
- 書籍『全怪獣怪人』では、水中での戦いを得意とする宇宙海賊であると記述されている[15]。

## 『ウルトラマンメビウス』に登場するバルキー星人
『ウルトラマンメビウス』第16話「宇宙の剣豪」に登場。
ドキュメントZATに記録が残るバルキー星人の同族。ザムシャーを倒して己の名を上げるため、彼を追って地球にやってきた。時代劇調に話す。
リング状の装飾がついた宇宙槍（バルキーリング）を持ち、オオシマ彗星の破片に紛れてザムシャーを襲撃すると、そのまま地球でザムシャーと戦闘を繰り広げる。今回も素早い動きを見せるが、ザムシャーの方が一枚上手であり、圧倒的な力の前になすすべもなく敗れ、シルバーシャークGを1基巻き添えにしながら爆死する。
- 声：神谷誠
- スーツアクター：山本諭
- 着ぐるみはアトラクション用の改造[19]。
- 当初は登場させる予定ではなかったが、演出上ザムシャーの強さを見せるため、チャンバラができそうな敵ということでマグマ星人とともに倉庫にあった着ぐるみの中から選ばれた[20]。

## 『大怪獣バトル ウルトラ銀河伝説 THE MOVIE』に登場するバルキー星人
映画『大怪獣バトル ウルトラ銀河伝説 THE MOVIE』に登場。
ウルトラマンベリアルのギガバトルナイザーの力で怪獣墓場から復活し、ベリアル軍団の1体となってウルトラ戦士たちと戦う。メビュームブレード装備のウルトラマンメビウスに対してはバルキーリングを武器として応戦し、メビウスとゴモラの合体光線・超振動メビュームシュートを素早く避ける。その後も長く善戦するが、最後はウルトラマンゼロにゼロスラッガーで斬り倒される。
そのほか、百体怪獣ベリュドラの首を構成する怪獣の1体となっている。

## 『ウルトラゾーン』に登場するバルキー星人
『ウルトラゾーン』第13話内のコントパート「怪獣職務質問」に登場。
警官に職務質問され、バルキーリングが銃刀法違反となって交番に連れていかれる（声：熊本浩武）。
そのほか、第16話のアイキャッチでは、サメクジラを踏み台にして川を渡る姿が描かれている。

## 『ウルトラマンギンガ』に登場するバルキー星人（SD）
『ウルトラマンギンガ』第1話「星の降る町」から第6話「夢を懸けた戦い」、番外編「残された仲間」および『ウルトラマンギンガS』最終話「明日を懸けた戦い」に登場。
異形の手のモノに仕えるエージェントとして暗躍するバルキー星人。ダークスパークによって人間大にライブされ、高揚した飄々とした性格で陽気に踊るほか、英語混じりの口調で喋る。一人称は「ミー」または「俺」。闇に見入られた悪人に対し、目を光らせることで生み出すダークダミースパークをスパークドールズと共に渡し、怪獣へダークライブさせることを目的とする。バルキーリングなどの武器は使用しない。
第3話で初めてウルトラマンタロウ（SD）の前に姿を現し、自身の黒幕（異形の手のモノ）の存在を語ると同時に、放火魔の女・菅生ユウカを操ってヒカルが持つスパークドールズを狙うが、ヒカルがウルトライブしたケムール人（SD）に阻止され、撤退する。
第6話ではヘルメットに手拭姿という工事現場の作業員のような格好で美鈴たちの前に現れ、タロウのウルトラ念力で撃退されて捕らえられそうになったところ、ティガダーク（SD）の力によって巨大化し、ウルトラマンギンガと直接対決する。ティガダーク（SD）とのタッグでギンガを追い詰めるが、ジャンナインの覚醒によって形勢が逆転し、ギンガクロスシュートを浴びて倒され、スパークドールズに戻った。
番外編ではマグマ星人（SD）の回想シーンに登場し、彼に買い出しの仕事を押し付けていた。
『ギンガS』最終話ではゼットン星人ベルメ（SD）、イカルス星人（SD）、ナックル星人グレイ（SD）と共に無数のチブロイドを率いて「ダークルギエル特戦隊」を名乗り、ヒカルたちを狙ったところをUPGやビクトリアンの面々に阻止され、敗退した。この時はバルキーリングを用いてアリサと戦い、ダークルギエルを「ルギエル様」と呼んでいる。
- 声：橋本達也
- スーツアクター：力丸佳大
- 前期の後日譚に当たる『新ウルトラマン列伝』第8話では、タロウのように会話や動作はできないが自我は残っており、自身の敗北の原因を考えるために自身を含めたギンガに送り込んだ刺客たち（サンダーダランビア、ケムール人、キングパンドン、ラゴン、ドラゴリー、ティガダーク）の過去の戦いを振り返る[注釈 4]が、結局のところ敗因は不明のままであり、スパークドールズを拾ったヒカルに弄られつつギンガへの復讐を誓った。
- 『ウルトラマンギンガ 劇場スペシャル』では、冒頭で前期のあらすじを解説する役回りで登場する。
- 後日譚に当たる『新ウルトラマン列伝』第38話では、行動を共にしていたナックル星人グレイ（SD）と共に突如現れたワームホールに吸い込まれ、『大怪獣ラッシュ』の世界へ転移する。そこで再会したイカルス星人（SD）にこの世界のことを聞き、自身もハンターになりたいと考えていた。なお、ハンターとしての自身のイメージは、同作に登場する「バルキー星人ラース」の姿そのままである。
- 『ギンガS』最終話の後日譚にあたる『新ウルトラマン列伝』第90話では、SDの呪いから解放された後にUPGで掃除係としてこき使われていたが、イカルス星人（SD）やナックル星人グレイ（SD）と共に復讐を果たそうとUPGのコンピューターに忍び込み、エタルガーやエタルダミーの元となった怪獣・星人などを紹介する。この時、「イカルスパッド」というイカルス星人（SD）のパッド型コンピューターによって実体化したアリサの幻影に叩きのめされたり、イカルス星人（SD）から「ウルトラマンレオに似てる」と言われたりしていたが、最終的には掃除をサボっていたことがゴウキにばれて追い回される。同第100話におけるゴウキとアリサのミニコーナー「怪獣極秘ファイル」では、『新列伝』100回目の放送を祝うが、ゴウキに後片付けを押しつけられる。

## バルキー星人ハルキ
『ウルトラマンX』第9話「われら星雲！」に登場。
「春木」という人間に化け、イカルス星人イカリやナックル星人ナクリと共にシェアハウス「星雲荘」で暮らしている。一人称は「ミー」だが「オレ」も使用することがあり、英語混じりの口調で喋る。
転がり込んできた風間イサムとも楽しく過ごしながら、ペットのサメクジラ（ジョリー）と再会する。しかし、そこにジョリーを狙ってババルウ星人率いる犯罪ネットワーク集団・暗黒星団が飛来する。ジョリーを賭け、イサムも加えた4人で「チーム星雲」を結成して暗黒星団に挑んだラグビー勝負は、前半戦で暗黒星団の反則プレーによる51対0の圧倒的劣勢に追い込まれるが、後半戦でイサムが怒りを爆発させて暗黒星団を圧倒した結果、52対51で大逆転勝利する。巨大化した暗黒星団がウルトラマンエックスに撃退された後、ラグビーに復帰するイサムをイカリやナクリと共に見届け、どこかへ去って行った。
- 演：橋本達也
- スーツアクター：力丸佳大
- オープニングクレジットではバルキー星人 春木と記述されている。
- ミニコーナー「大地の怪獣ラボ」では、サイバー怪獣化されたサイバーバルキー星人のサイバーカードが登場している。
- その性格や描写に加え、前提供画面で「あの『元』エージェント3人組が登場！」、ミニコーナー「大地の怪獣ラボ」で「悪事から手を洗って地球で暮らしていた」と紹介されるなど、『ギンガ』シリーズの登場個体と同一であることがほのめかされているが、作中では同シリーズの内容に触れていないため、詳細は不明。

## 『大怪獣ラッシュ ウルトラフロンティア』に登場するバルキー星人
データカードダス『大怪獣ラッシュ ウルトラフロンティア』に登場。本作品では、卑怯な戦法や相手と寸分違わずに擬態することを得意とする一族として設定されている。
バルキー星人ラース
2弾から登場。「三又の槍の名手」の異名を持つ。通常のバルキー星人より細身の体を持ち、三又の槍を武器とする。フェアプレイにこだわり、前述した戦法を両方とも自身に禁じている。そのため、「フェアプレイバルキー」というニックネームがある。
バルキー星人グーガー
3弾から登場。「クロスボウ乱れ撃ち」の異名を持つ。武器であるバルキークロスボウはバルキーリングが変形したもので、矢の他にも火炎弾やグレネード弾も放つことができ、臨機応変な運用が可能。ただ、弓に強いこだわりを持つユミザムシャーからは不快感を示されている。
バルキー星人キルバ
3弾から登場。「双剣のスペシャリスト」の異名を持つ。ゴーグル状の目が特徴。バルキーリングが変形した双剣バルキーツインソードを武器とし、高速で繰り出される独特の連続攻撃はどんな敵にも反撃の隙を与えないと言われる。かつては楯も装備していたが、「攻撃は最大の防御」と思い至り、現代の戦闘スタイルに至った。

## その他
- 漫画『ウルトラマン超闘士激伝』では、エンペラ軍の幹部である3大参謀の1人として海軍を率いる狡猾な闘士バルキー星人が登場し、海の怪獣を指揮する。それ以前に、別のバルキー星人がモブキャラクターの観客や銀河最強武道会の出場者として登場する。
- バラエティ番組『めちゃ×2イケてるッ!』2009年12月5日放送分では、映画『大怪獣バトル ウルトラ銀河伝説 THE MOVIE』のオーディションに参加し、暴走するレッドキングをスーパーヒッポリト星人と共に止めようとしていた。
- バラエティ番組『SmaSTATION!!』2009年12月19日放送分では、「ウルトラマン 9のヒミツ」と題した特集の「ファンが選ぶ対決ベスト3」にて、東光太郎との交戦シーンが第2位にランクインした。
- 2010年によみうりランドで行われた『ウルトラマンゼロショー』では、ウルトラマンレオを洗脳してウルトラマンゼロと戦わせる、ゼロの弟子となったフック星人を倒すなどの卑怯な戦法を繰り返すが、最後はレオとゼロに倒される。
- 2013年の『ウルトラマンフェスティバル』ライブステージ第2部では、『ギンガ』前編の終了後に再び闇の支配者により復活したという設定で、ウルトラマンボーイをそそのかしてギンガを追い詰めるなどの暗躍を行なう。